# San Pedro Palmiches
San Pedro Palmiches é um município da Espanha na província de Cuenca, comunidade autónoma de Castilla-La Mancha, de área 19,74 km² com população de 101 habitantes (2007) e densidade populacional de 4,86 hab/km².

## Demografia
| Variação demográfica do município entre 1991 e 2004 | Variação demográfica do município entre 1991 e 2004 | Variação demográfica do município entre 1991 e 2004 | Variação demográfica do município entre 1991 e 2004 |
| --------------------------------------------------- | --------------------------------------------------- | --------------------------------------------------- | --------------------------------------------------- |
| 1991                                                | 1996                                                | 2001                                                | 2004                                                |
| 127                                                 | 111                                                 | 110                                                 | 96                                                  |